# Диббук
Диббу́к (דִּבּוּק, буквально `прилепление`) — персонаж еврейских народных поверий, злой дух, который способен вселяться в человека, подчинять его душу, причинять душевный недуг, говорить устами человека, в которого он вселился; однако он не сливается с жертвой, сохраняя самостоятельность.

## Развитие образа
Сюжеты о вселении в человека злого духа являлись распространёнными в эпоху Второго храма. Такие рассказы очень часто встречаются в текстах талмудической и мидрашистской литературы. В евангелиях эти сюжеты отражают еврейские поверья эпохи зарождения христианства (Матф. 8:28—32; 12:43—45).
Поверье о диббуке сложилось из подобных еврейских рассказов в сочетании с появившимся в XIII веке учением о возможности временного вселения злого духа в тело человека (иббур, буквально `беременность`), которые в еврейском народном сознании соединились с учением о переселении душ (гилгул) и с бытовавшими у многих народов представлениями, согласно которым души непогребённых покойников превращаются в демонов. Отчёты, составленные на иврите и идише, об изгнании из человека диббука известны с 1560 года, однако сам термин диббук возник в еврейской литературе только в XVII веке. Диббук трактовался в качестве души, которая, будучи отягощена грехами, утратила способность к переселению. Являясь «оголённой душой», диббук стремится найти убежище в телах живущих. Он вселяется в человека, совершившего тайный грех. В сочинениях некоторых каббалистов, являющися учениками Ицхака Лурии, имеются подробные наставления, как изгнать диббука.
Проблематика, которая связана с представлениями о диббуке, рассмотрена в книгах «Сефер ха-хезионот» («Книга видений»), написанной Хаимом Виталом, «Ша‘ар ха-гилгулим» («Врата превращений») сына последнего, Шмуэля Витала, «Нишмат хаим» («Дух жизни») авторства Менашше бен Исраэля и др.
Считалось, что ба‘ал-шем и другие цаддики способны изгнать диббука, предоставляя ему выход или через исправление (тиккун), что открывает путь в гилгул, или низвергнув диббука в ад. Обряды изгнания диббука производились ещё в начале XX века. В 1903 году в Багдаде проводились обрядовые действия по изгнанию духов лжемессии Шабтая Цви и его пророка Натана из Газы. Последний документ об обряде изгнания диббука составлен в 1904 году в Иерусалиме

## В массовой культуре и искусстве

### В литературе

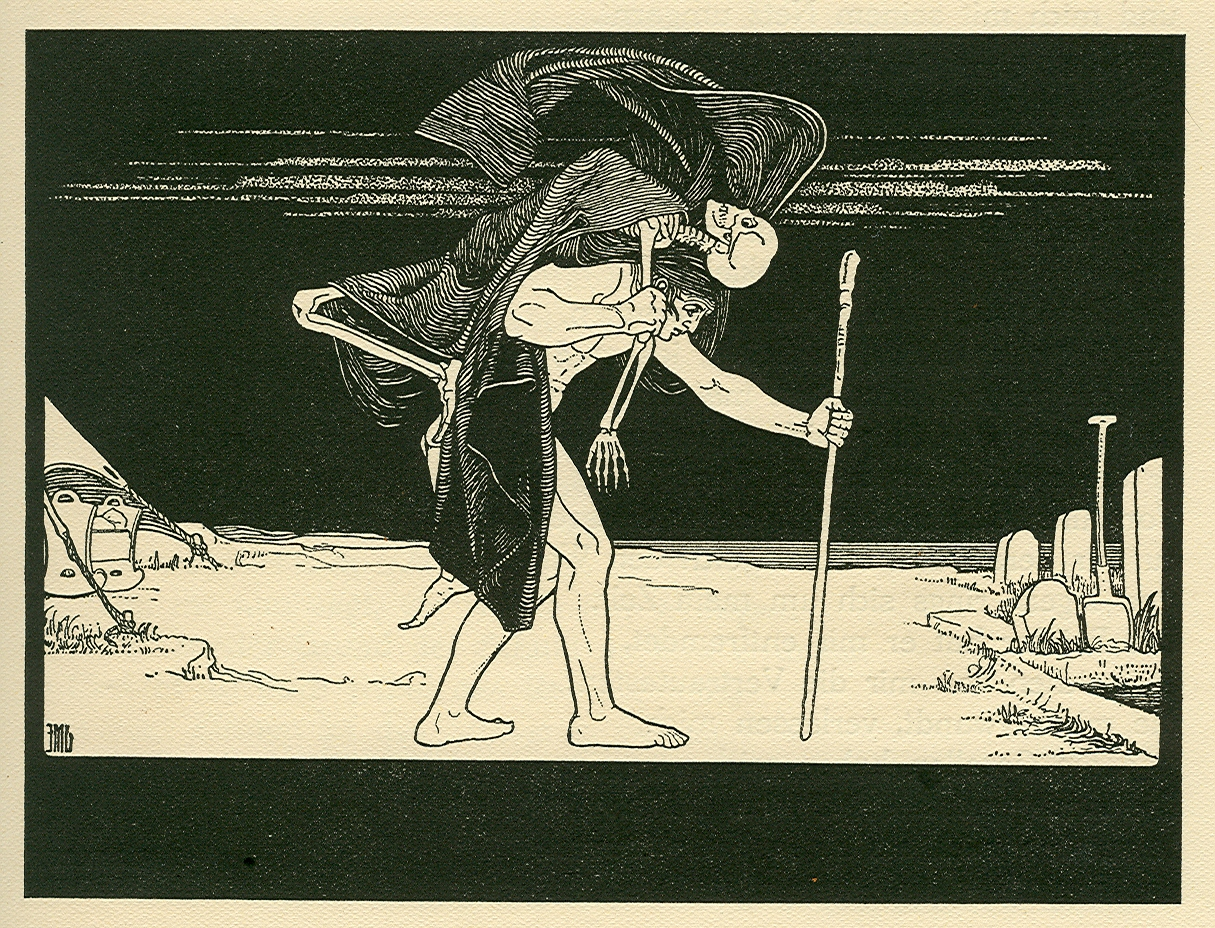
Диббук, Эфраим Моше Лилиен, 1908

К образу диббука неоднократно обращалась художественная литература. Один из наиболее ранних известных рассказов известен из книги Ма‘асе-бух в 1602 года.
В 1916 году появляется классическая интерпретация сюжета — драма «Диббук» Семёна Ан-ского, написанная сперва по-русски, а затем — на идиш. Пьеса рассказывала о духе умершего, который завладел телом живой женщины, которую он любил, и должен был быть изгнан. Эта драма явилась классической диббук-постановкой и стала основой для дальнейшего художественного развития.
В 1922 году Евгений Вахтангов поставил Диббука в студии Габима. Пьеса шла на иврите в переводе Хаима Бялика и стала визитной карточкой театра Габима. Позже, в 1937 году пьеса была экранизирована в Польше на идише, а в 1968 и 1998 годах — и в Израиле.

### Ящик диббука
Ящик диббука — мистификация, старинный винный шкафчик, в котором, как утверждается, обитает диббук.

### В кинематографе
- «Диббук» (идиш Der Dibuk‎, 1937) — польский фильм на идиш по пьесе Семёна Анского.
- «Нерождённый» (2009) — фильм ужасов Дэвида Гойера.
- «Серьёзный человек» (2009) — чёрная комедия братьев Коэн, пролог кинофильма являет историю о диббуке.
- «Шкатулка проклятия» (2012) — американский фильм ужасов режиссёра Уле Борнедаля о Ящике диббука.
- «Демон» (2015) — польско-израильский фильм режиссёра Марчина Вроны.
- «Эзра[англ.]» (2017) — индийский фильм ужасов, снятый Джеем К., о Ящике диббука.
- «В прах[англ.]» (2018) — комедийная драма режиссёра Shawn Snyder.
- «Диббук» (2019) — американский фильм ужасов режиссёра Кита Томаса.
- «Ящик диббука: История Криса Чемберса» (2019)
- «Диббук[англ.]» (2021) — индийский фильм ужасов, снятый Джеем К., о Ящике диббука. Ремейк фильма Джея 2017 года «Эзра».
- «Между двух миров» (2023) — российский мюзикл.